# Trymheim
Trymheim ("larmvärlden") var i nordisk mytologi jätten Tjatses boning, som efter dennes död beboddes av hans dotter Skade.
Skade ville bo i fjällen och Njord nära havet. I äktenskapet förlikades de om att tillbringa vardera nio dagar i Skades boning Trymheim och i Njords boning Noatun, men att de inte länge stod ut med detta arrangemang och började leva var för sig i sina egna boningar.